# Passo della Portula
Il passo della Portula, alto 2.273 metri, divide la val Grabiasca, in alta val Seriana, dalla val Brembana, fungendo anche da confine amministrativo tra i comuni di Gandellino e Carona.
Ripa (Gromo)|Ripa (Gromo)
Dalla val Seriana l'itinerario principale prevede la partenza da Ripa, frazione di Gromo, mediante il sentiero indicato con il segnavia del CAI numero 233. Questo tocca alcune baite alpine (Nedulo, Cardeto bassa, Cardeto di mezzo e Cardeto alta) ed i laghi di Cardeto, tre piccoli specchi d'acqua adagiati in un pianoro.
Alternativamente si può anche salire tramite la traccia numero 230 che da Valgoglio si dirige verso la baita Cernello e con leggero dislivello raggiunge il passo.
Dalla val Brembana è raggiungibile dal rifugio Fratelli Calvi, posto in comune di Carona a un'altezza di 2.015 m.s.l.m.. Da qui si segue il sentiero numero 226 che in meno di un'ora permette di raggiungere il valico.
Dal passo della Portula si possono raggiungere le vette del monte Madonnino e del monte Reseda.